# Товстодзьобий буревісник
Товстодзьобий буревісник (Procellaria) — рід південних океанських довгокрилих морських птахів родини Буревісникові (Procellariidae) ряду Буревісникоподібні (Procellariiformes).

## Опис

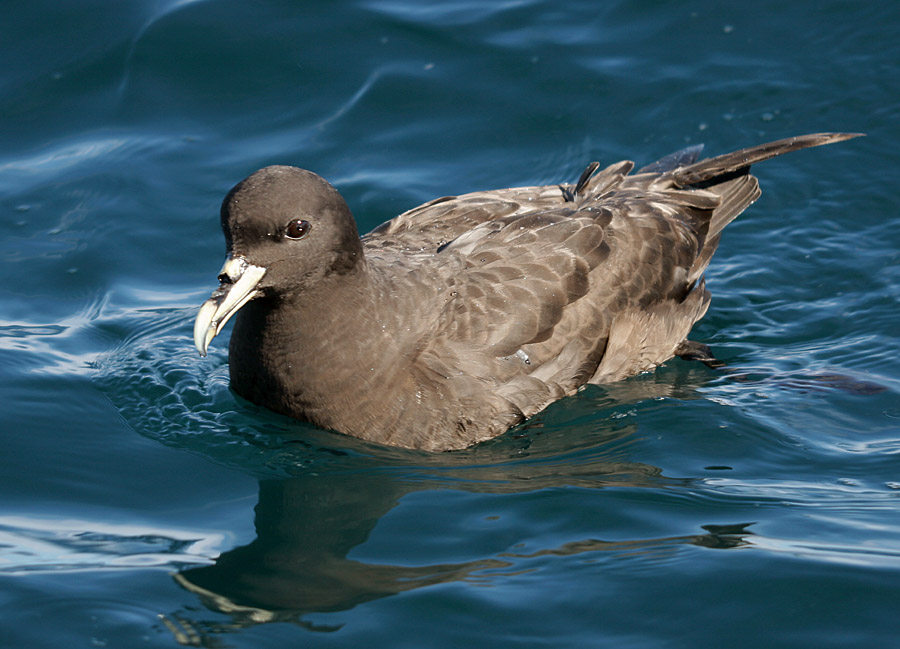
Буревісник новозеландський (Procellaria westlandica)

Вони мають трубчасті ніздрі. У шлунку виробляють речовину, яка містить ефірні воски і тригліцериди. Ці речовини виконують дві функції. Коли хижаки погрожують птахам або їхнім пташенятам, вони плюють субстанцію на них, ця субстанція має жахливий запах. Також вони можуть перетравлювати ефірні воски, що є високоенергетичним джерелом їжі, впродовж довгих польотів або періоду часу, коли вони висиджують свої яйця. Нарешті, вони мають солону залозу, яка розміщується вище їхніх носових отворів і допомагає підтримувати гомеостаз, оскільки вони п'ють морську воду. Вони виділяють солоні відходи назовні через трубчасті отвори на дзьобі.

## Види
Рід включає п'ять видів:
- Буревісник сірий (Procellaria cinerea)
- Буревісник білогорлий (Procellaria aequinoctialis)
- Буревісник тристанський (Procellaria conspicillata)
- Буревісник чорний (Procellaria parkinsoni)
- Буревісник новозеландський (Procellaria westlandica)

## Етимологія
Procellaria походить з латинського слова «procella», що означає — «буря». Колись вважалось, що ці птахи передрікають штормову погоду.

## Поширення
Вони поширені в холодних водах південного океану.

## Поведінка
Ці птахи постійно літають над морями, своїми могутніми крилами вони рідко роблять помахи, даючи перевагу ширяючому польоту. Ця техніка зберігає енергію. Впродовж сезону розмноження вони на берегових кручах островів висиджують своє єдине яйце.

## Охорона
З п'яти видів, чотири включені до списоку МСОП як уразливі і один — як близький до загрозливого.